# Андерсон-Айленд (Вашингтон)
Андерсон-Айленд (англ. Anderson Island) — переписна місцевість (CDP) в США, в окрузі Пірс штату Вашингтон. Населення — 1302 особи (2020).

## Географія
Андерсон-Айленд розташований за координатами 47°9′4″ пн. ш. 122°41′44″ зх. д. / 47.15111° пн. ш. 122.69556° зх. д. (47.151004, -122.695440).  За даними Бюро перепису населення США в 2010 році переписна місцевість мала площу 21,29 км², з яких 20,05 км² — суходіл та 1,24 км² — водойми.

## Демографія
Згідно з переписом 2010 року, у переписній місцевості мешкало 1037 осіб у 508 домогосподарствах у складі 332 родин. Густота населення становила 49 осіб/км².  Було 1025 помешкань (48/км²).
Расовий склад населення:
| - 95,5 % — білих - 0,9 % — азіатів - 0,5 % — чорних або афроамериканців - 0,4 % — корінних американців |

До двох чи більше рас належало 2,5 %. Частка іспаномовних становила 4,1 % від усіх жителів.
За віковим діапазоном населення розподілялося таким чином: 13,8 % — особи молодші 18 років, 57,6 % — особи у віці 18—64 років, 28,6 % — особи у віці 65 років та старші. Медіана віку мешканця становила 56,4 року. На 100 осіб жіночої статі у переписній місцевості припадало 97,5 чоловіків;  на 100 жінок у віці від 18 років та старших — 100,4 чоловіків також старших 18 років.
Середній дохід на одне домашнє господарство  становив 72 982 долари США (медіана — 44 706), а середній дохід на одну сім'ю — 82 814 долари (медіана — 62 679). За межею бідності перебувало 5,7 % осіб, у тому числі 0,0 % дітей у віці до 18 років та 3,1 % осіб у віці 65 років та старших.
Цивільне працевлаштоване населення становило 322 особи. Основні галузі зайнятості: освіта, охорона здоров'я та соціальна допомога — 21,4 %, роздрібна торгівля — 12,4 %, оптова торгівля — 11,2 %, публічна адміністрація — 10,6 %.